# Asbab
Asbab är en ö i Eritrea. Den ligger i den nordöstra delen av landet, 170 km nordost om huvudstaden Asmara. Arean är 0,40 kvadratkilometer.
Terrängen på Asbab är mycket platt. Öns högsta punkt är 8 meter över havet. Den sträcker sig 1,0 kilometer i nord-sydlig riktning, och 0,6 kilometer i öst-västlig riktning.